# Otovica
Otovica (makedonska: Отовица) är en ort i Nordmakedonien. Den ligger i kommunen Veles, i den centrala delen av landet, 40 km sydost om huvudstaden Skopje. Otovica ligger 255 meter över havet och antalet invånare är 250.